# 萱島大介
萱島 大介（かやじま だいすけ、1980年1月6日 - ）は、大分県出身の元プロ野球選手 (内野手) で、現在は日本競輪選手会大分支部所属の競輪選手。

## 経歴

### 野球選手時代
国東高校から進学した福岡大学ではプロでも同僚となる喜田剛と同期。社会人野球のローソンに進むが、2002年シーズン限りでチームの廃部が決定していたため、同年10月に阪神タイガースの入団テストを受験。50 m走5秒7、ベース一周 (109.728 m) では当時5年連続盗塁王だった赤星憲広の記録13秒6を上回る13秒29と俊足をアピールし、この年のプロ野球ドラフト会議で阪神タイガースから11巡目指名を受け入団した。このドラフトでは、チームメイトの新井智が9巡目、伊代野貴照が10巡目で阪神から指名を受けそれぞれ入団、吉川昌宏は8巡目でヤクルト指名を受け入団している。
当初は左打ちだったが、2005年にはその俊足を生かすため、スイッチヒッターに転向した。守備では遊撃手や二塁手など内野を守っていたが、俊足を活かして外野守備につくこともあった。赤松真人とともに期待される俊足若手選手の一人であったが、打撃力に課題があり一軍出場を果たせず、2006年10月6日、現役を引退した。
2007年から2008年まで阪神二軍のスタッフ・用具係を務めていたが、競輪選手を目指すため退団した。

### 競輪選手時代
2008年末に地元大分に帰り、元S級選手の三好林太郎に師事。2009年7月17日、日本競輪学校第99期一般入学試験（適性試験）に合格した。同年11月25日に入学。
2010年10月15日、同校を卒業。在校競走成績は77戦5勝で第77位。同年11月1日付で競輪選手登録された。
2011年1月1日、玉野競輪場でデビュー（8着）。同年1月27日、防府競輪場の第1レースでプロ初勝利を挙げた。

## 詳細情報

### 年度別打撃成績
- 一軍公式戦出場なし

### 背番号
- 68 （2003年 - 2006年）